# Diplacrum reticulatum
Diplacrum reticulatum är en halvgräsart som beskrevs av Richard Eric Holttum. Diplacrum reticulatum ingår i släktet Diplacrum och familjen halvgräs. Inga underarter finns listade i Catalogue of Life.